# Guillermo Saavedra
Guillermo Saavedra Tapia (* 5. November 1903 in Rancagua, Chile; † 12. Mai 1957) war ein chilenischer Fußballspieler.

## Karriere
Der Mittelfeldspieler Saavedra stand mindestens 1926 im Kader vom Hauptstadtklub Caupolicán. Von 1926 bis 1928 spielte er für Rancagua FC. Anschließend ist in den Jahren 1928 bis 1930 CSD Colo-Colo als weitere Karrierestation für ihn verzeichnet.

## Nationalmannschaft
Er war Mitglied der Nationalmannschaft seines Heimatlandes und nahm mit ihr am Campeonato Sudamericano 1926 (vier Einsätze), an den Olympischen Sommerspielen 1928 (zwei Einsätze) und sodann an der ersten Fußball-Weltmeisterschaft 1930 teil. Während des WM-Turniers kam er in allen drei Spielen Chiles zum Einsatz. Insgesamt absolvierte er im Laufe seiner Karriere von seinem Debüt am 12. Oktober 1926 bis zum 22. Juli 1930 neun Länderspiele in den Jahren 1926 bis 1930, in denen ihm ein Tor in der Partie am 31. Oktober 1926 gegen Argentinien gelang.

## Sonstiges
Seine letzte Ruhestätte fand er, ebenso wie auch die Brüder Guillermo, Francisco und David Arellano, Horacio Muñoz, Víctor Morales und andere Größen des Vereins, im Mausoleo Viejos Cracks Colo Colo auf dem Cementerio General.